# Ian Chappell
Ian Michael Chappell (* 26. September 1943 in Unley, South Australia) ist ein ehemaliger australischer Cricketspieler. Er stammt aus einer Familie mit großer Crickettradition. So absolvierten auch sein Großvater mütterlicherseits Vic Richardson und seine Brüder Greg Chappell und Trevor Chappell Test Cricket Matches für Australien.

## Karriere
Ian Chappell spielte während seiner aktiven Karriere als middle-order batsman. Ian Chappells Spielweise war, wie der englische BBC Kommentator John Arlott einmal feststellte, dadurch geprägt, dass er eher durch Effektivität als durch Eleganz überzeugte.
Für Australien absolvierte er insgesamt 75 Tests, bei denen er 5.345 Runs (42,42 Runs pro Wicket) erzielte. Sein Testdebüt feierte Ian Chappell in Melbourne gegen Pakistan im Dezember 1964. Zwischen 1971 und 1975 war er bei 30 Tests Kapitän des australischen Teams. Seinen letzten Einsatz für das australische Testteam hatte Chappell im Februar 1980 gegen das englische Team. Zudem absolvierte Ian Chappell zwischen 1971 und 1980 16 One-Day International Cricket Matches (ODIs) für Australien. 1975 erreichte er bei der ersten Cricket-Weltmeisterschaft mit der australischen ODI Auswahl das Finale, das gegen das West Indies Cricket Team verloren ging.

## Auszeichnungen
Ian Chappell wurde 1976 zu einem der fünf Wisden Cricketers of the Year gewählt. Im Jahr 2009 wurden Ian Chappell und sein Bruder Greg in die ICC Cricket Hall of Fame aufgenommen.